# Rūja
Rūja (estniska: Ruhja jõgi) är ett vattendrag som rinner från Estland och över gränsen till Lettland. Ån är 77 km lång, varav 72 km i Lettland. Källan är sjön Ruhijärv i södra Estland och utflödet ligger i sjön Burtnieks i norra Lettland. Den ingår i floden Salacas avrinningsområde vars utflöde ligger i Rigabukten.